# مگس‌گیران جهان قدیم
مگس‌گیران یا مگس‌گیران جهان قدیم (به انگلیسی: Muscicapidae) – که حشره‌گیران بر قدیم هم نامیده شده‌اند – خانواده بزرگی از پرندگان کوچک گنجشک‌سان هستند که بومی بر قدیم می‌باشند. آن‌ها در اصل حشره‌خوران درختی هستند. این پرندگان بسیار متنوع می‌باشند، اما بیشتر آن‌ها آواز ضعیف و آوای خشنی دارند. از این خانواده ۲۷۴ نوع در جهان و ۳۱ گونه در ایران وجود دارد.